# Sekrety morza
Sekrety morza (ang. Song of the Sea, 2014) – irlandzki animowany film fantasy w reżyserii Tomma Moore’a. Obraz jest wykonany tradycyjnymi metodami, a jego produkcja rozpoczęła się niedługo po premierze wcześniejszej animacji Moore’a, Sekretu księgi z Kells. W 2015 roku został nominowany do Oscara w kategorii „najlepszy pełnometrażowy film animowany”.

## Fabuła
Latarnik Conor, jego oczekująca drugiego dziecka żona Bronagh i ich syn Ben zamieszkują wyspę z latarnią morską. Kiedy kobieta znika, zostawiając po sobie córkę, Saoirse, załamany mężczyzna zaczyna wychowywać dzieci z pomocą swojej matki, mieszkającej w mieście. W dniu swoich szóstych urodzin Saoirse odnajduje swe futro, dzięki któremu w wodzie przyjmuje postać podobną do foki. Conor, nie chcąc stracić córki, odsyła dzieci, żeby zamieszkały w mieście razem z babcią. Dzieci uciekają jednak z domu, a w drodze powrotnej okazuje się, że Saoirse jest selkie i zagraża jej potężna Macha.

## Obsada
| Rola       | Głos w wersji polskiej | Głos w wersji oryginalnej |
| ---------- | ---------------------- | ------------------------- |
| Ben        | Mateusz Ceran          | David Rawle               |
| Conor      | Arkadiusz Jakubik      | Brendan Gleeson           |
| Babcia     | Barbara Wrzesińska     | Fionnula Flanagan         |
| Macha      | Barbara Wrzesińska     | Fionnula Flanagan         |
| Bronagh    | Małgorzata Kożuchowska | Lisa Hannigan             |
| Saoirse    | Malwina Jachowicz      | Lucy O’Connell            |
| Gawędziarz | Stanisław Brudny       | Jon Kenny                 |
| Uchol      | Wojciech Paszkowski    | Pat Shortt                |
| Meszek     | Grzegorz Wons          | Colm Ó Snodaigh           |
| Pyrek      | Wojciech Wysocki       | Liam Hourican             |

## Muzyka
Muzyka do filmu została skomponowana przez Bruna Coulaisa we współpracy z irlandzką grupą muzyczną Kíla. W filmie wykorzystano również utwory Nolwenn Leroy. Ścieżka dźwiękowa, zawierająca 25 utworów z filmu, została wydana w wersji cyfrowej 9 grudnia 2014 roku przez Decca Records.

## Dystrybucja
Światowa premiera filmu miała miejsce 6 września 2014 roku podczas Międzynarodowego Festiwalu Filmowego w Toronto w sekcji TIFF Kids. 4 grudnia trafił do dystrybucji kinowej we Francji, Belgii i Luksemburgu, a 19 grudnia do limitowanej dystrybucji w Ameryce Północnej, dzięki czemu zakwalifikował się do nominacji do Oscarów. W Polsce do kin trafił 8 maja 2015 roku, a w Irlandii 10 lipca.

## Odbiór
Film spotkał się z dobrą reakcją ogółu krytyków. W agregatorze ocen Rotten Tomatoes 99% z 97 recenzji uznano za pozytywne, a średnia ocen wystawionych na ich podstawie wyniosła 8,4 na 10 W portalu Metacritic średnia ważona ocen wystawionych na podstawie 24 recenzji wyniosła 85/100.
Todd Brown, założyciel Twitch Film, wystawił Sekretom morza bardzo pozytywną ocenę, stwierdzając, że film jest wspaniały wizualnie, postaci są znakomicie zniuansowane, a głęboka fabuła czerpie z ludowych opowieści w sposób naturalny. Dodał również, że Moore jest wybitnym gawędziarzem i liczy na wiele innych jego opowieści. Carlos Aguilar z Toronto Review stwierdził, że Sekrety morza to jeden z najpiękniejszych filmów animowanych w historii, będący klejnotem promieniejącym magią i inspiracją.